# Pavillon noir (jeu vidéo)
Pour les articles homonymes, voir Pavillon noir.
Pavillon noir est un jeu de stratégie développé par Hothouse Creations, un studio basé au Royaume-Uni, et édité par Eidos Interactive. Le jeu est sorti en 1999. En version originale, le titre du jeu est Cutthroats: Terror on the High Seas.

## Trame
Le joueur incarne un pirate sur son navire au XVIIe siècle dans les Caraïbes. Contrairement à d'autres jeux vidéo sur les pirates, Pavillon Noir est très précis historiquement. Suivant l'époque à laquelle le joueur commence, les forces en présence seront différentes. Selon la date, la France, l'Espagne, l'Angleterre, les Pays-Bas ou le Danemark domineront les mers.
Le joueur, avec l'aide de l'équipage de son bateau, peut choisir d'attaquer des colonies, en débarquant, en brûlant et en pillant les villages.

## Système de jeu
Entre chaque bataille, le joueur est forcé de naviguer pour entretenir son navire. Une fois arrivé dans une ville, un vaste choix d'options s'offre au joueur. Il peut acheter des provisions, acheter de nouveaux navires, réparer les dommages causés au bateau durant les batailles et aller voir le gouverneur de la ville. Les phases de jeu avec le gouverneur permettent au joueur de gagner en célébrité avec un pays et de devenir un corsaire. Le gouverneur peut également donner des missions ou des cartes au trésor. Le joueur a également la possibilité de débarquer sur une plage vierge pour enterrer son propre trésor.

## Accueil
Le jeu a reçu des critiques moyennes. Il a obtenu 10/20 sur Jeuxvideo.com et 5,6/10 sur GameSpot.